# Queens Corner
Queens Corner er et højhusbyggeri i centrum af Herning opført i 2009. Bygningen er på 12 etager, hvoraf de 9 øverste er placeret i et slankt tårn ovenpå basen med 3 etager. Oprindeligt var det planen at de 9 øverste etager skulle indeholde 14 lejligheder, men undervejs i byggeriet blev det besluttet at lave erhvervslejemål på alle etager.
Bygningen ligger placeret mellem Dronningens Boulevard (der også gav navnet) og Dalgasgade.
Arkitekt på bygningen er Henning Larsen Architects og den er opført af KPC BYG.